# C' Chartres Métropole Basket Féminin
Cet article traite du club féminin. Pour le club masculin, voir C' Chartres Métropole Basket Masculin.
Actualités
Dernière mise à jour : 18/08/2024.
Le C' Chartres Métropole Basket Féminin est un club de basket-ball féminin d'Eure-et-Loir fondé en 1960. Il est basé à Chartres et son équipe première évolue en Ligue féminine, premier échelon du basket-ball féminin français.
D'abord section d'un comité d'entreprise changeant de nom au fur-et-à mesure de sa société de rattachement, l'association devient un club civil du groupe Azur Assurance en 1990, alors que l'équipe fanion vient d'intégrer la Nationale 4. L'Azur Basket Chartres est ensuite promue en N3 grâce à une refonte des championnats en 1994. L'ABC s'y maintient quatre ans jusqu'à obtenir sa promotion en Nationale 2. Le club reste en troisième division durant quatorze ans, ne faisant qu'un passage d'une saison à l'étage supérieure en 2003-2004. En 2013, renommé Avenir Basket Chartres, l'équipe obtient sa montée en Ligue 2 où elle se maintient chaque saison. Lors de celle 2016-2017, les Chartraines entraînée par Benoît Marty depuis 2014 remportent la saison régulière mais s'inclinent en finale de play-off. En 2018, l'ABC est renommé « C' Chartres Basket Féminin » et sa couleur devient le bleu de Chartres. L'équipe fanion évolue au Colisée depuis avril 2024, saison où elle remporte pour la première fois la LF2 et découvre l'élite du basket féminin français en 2024-2025.

## Historique
- 1960 : création de la section basket
- 1990 : 1re accession en Nationale 4
- 1994 : intégration à la N3 après refonte des championnats
- 1999 : accession en Nationale 2 (D3)
- 2003 : 1re accession en Nationale 1 (D2)
- 2013 : accession en Ligue féminine 2
- 2017 : finaliste de LF2
- 2023 : finaliste de LF2
- 2024 : champion de LF2, promu en LF1

### Débuts en régional (1960-1990)
En 1959, l'Association sportive des Travailleurs français (ASTF), est fondée par la société du même nom, consacrée aux assurances. La première section créée est celle de football, la section basket-ball féminine et masculine fait son apparition l'année suivante.
En 1982, l'association prend le nom d'AS GAMF puis Sport Azur (Groupe Azur),. Le club comprend alors des équipes féminines et masculines.

### Maintien au niveau national (1990-2013)
En 1990, l'équipe senior féminine obtient sa première accession au niveau national. Avec cette accession au championnat de France de Nationale 4, le comité d'entreprise ne peut plus subvenir aux besoins du club. Celui-ci doit prendre son indépendance et trouver ses propres investisseurs, l'association devient un club civil et change de nouveau de nom pour devenir l'Azur Basket Chartres. Cette première saison à l'échelle nationale est un échec et le club redescend.
La saison suivante (1992-1993), le club remonte en Nationale 4 et finit à la 2e place. Pour la saison 1994-1995, la Fédération française de basket-ball effectue une refonte des championnats qui entraîne la suppression de celui de N4 : l'ABC se retrouve en Nationale 3. La saison suivante, l'ex-internationale française Françoise Quiblier-Bertal (134 sélections) prend les rênes de l'équipe. Elle décroche la 3e place de Nationale 3 lors de sa deuxième et dernière saison d'entraîneuse du club chartrain. Il s'ensuit un recrutement de qualité et l'arrivée de joueuses de haut niveau venant de clubs comme le CJM Bourges Basket ou Cholet Basket et le départ d'un des espoirs du club, Géraldine Bertal.
Lors de la saison 1998-1999, l'équipe finit première de sa poule de N3, échoue en demi-finale de playoffs qui permet tout de même de monter en Nationale 2. Sous les ordres de Patrick Bondis de 1997-1998 à 2003-2004, le club végète plusieurs saisons en troisième division. En 2002-2003, après plusieurs saisons en N2, l'AB Chartres recrute sa première joueuse étrangère, la Polonaise Kasia Kieda en poste 4. Le club change de poule et passe de celle Nord à celle Ouest, jugée plus facile. L'équipe remporte son groupe, ne concédant que deux défaites, et finit à nouveau demi-finaliste du championnat, assez pour monter en Nationale 1. L'ABC devient le premier club de sport collectif d'Eure-et-Loir à accéder à la seconde division de sa discipline. Comme lors de l'accession en N3 en 1990, l'équipe ne parvient pas à se maintenir à ce nouveau niveau avec seulement deux victoires. L'année suivante, les basketteuses chartraines terminent 1re ex-æquo de N2 mais ratent leur remontée au point-average,.
En 2008-2009, le club change de nom à la suite de la fusion d'Azur Assurance et de MMA. L'association se nomme depuis l'Avenir Basket Chartres. L'équipe séniors ne réussie toujours pas à accéder à la NF1, la faute à un effectif trop instable dû à de nombreuses blessures et maladies.
À l'été 2012, l'entraîneur Alain Boureaud arrive à l'Avenir Basket chartrain, qui finit la saison régulière de Nationale 1 2012-2013 à la 2e place de la poule B. Les joueuses sont ainsi qualifiées pour les playoffs, dont elles finissent troisièmes, insuffisant pour être promues. Mais, à la suite de la liquidation judiciaire de l’US Laveyrondeux en Ligue féminine 2, troisième club forfait de la compétition, l'ABC est promu sur tapis vert en Ligue féminine 2,.

### Play-off de Ligue 2 avec Benoît Marty (depuis 2013)
Lors de la saison 2013-2014, les Chartraines se maintiennent de justesse en tant que premières non-relégables.
À l'orée de l'exercice sportif 2014-2015, la seule ambition est à nouveau le maintien. Les filles maintenant emmenées par Benoît Marty finissent l'exercice en trombe avec six victoires en sept matchs, dont la dernière chez Dunkerque, le troisième. L'ABC finit ainsi en cinquième position, donnant accès aux barrages d'accession en Ligue féminine. Dans le match pour accéder au carré final à Limoges, elles ne font jeu égal que la première mi-temps (76-53). Le club fait alors partie du Top 20 français (19e).
La saison 2015-2016 est une déception aux vues de la fin de saison précédente. Les basketteuses chartraines terminent huitièmes sur douze.
Au terme du championnat de LF2 2016-17, alors qu'il vise le top 8 en début de saison, l'AB Chartres termine premier de la saison régulière, passant 21 journées sur 26 en tête du classement. Emmenée par Magali Mendy, sacrée meilleure joueuse de LF2 en fin de saison, l'ABC se hisse jusqu'en finale de play-off perdue contre Roche-Vendée,. Les Euréliennes poussent leur adversaire, favori pour le titre, jusqu'au troisième match décisif. Reçu à la mairie de Chartres pour leur performance, le 9e budget de Ligue 2 avec 480.000 € (335.000 € de subvention de la mairie), loin derrière le premier Toulouse (850.000 €), voit le maire Jean-Pierre Gorges déclarer vouloir aider le club et anticiper financièrement la montée.
En 2017-2018, malgré le départ de Magali Mendy, le club se montre ambitieux pour la saison prochaine et vise les demi-finales de play-off après un recrutement à la hauteur. Pour autant, l'AB Chartres vit une saison très compliquée, où les blessures s'accumulent. À un mois et demi de la fin de la saison régulière, l'équipe est relégable. Elle obtient quatre victoires sur les cinq derniers matches, pour obtenir sa qualification pour les play-offs lors de la dernière journée. Face au premier Landerneau, l'ABC s'incline en quart de finale. Le club continue a se structurer et parvient à obtenir la labellisation de son centre d'entrainement, et ainsi assurer son équipe réserve à jouer en NF3 la saison 2018-2019.
En avril 2018, la municipalité chartraine impose une identité commune aux principaux clubs de la ville évoluant au niveau national dans les sports collectifs, en déclinant sa marque territoire « C' Chartres ». Les changements vont au-delà de l'appellation des associations. Les clubs doivent également adopter un nouveau logo adapté à chaque discipline et une couleur dominante pour leur maillot : le bleu de Chartres, un bleu clair.
Après avoir dominé le début de saison 2018-2019 de Ligue 2, l'équipe connaît des blessures et une forte de baisse de résultats début 2019. Elle parvient tout de même à réaliser son meilleur parcours en Coupe de France avec une élimination en quarts-de-finale contre Bourges. Quatrième de la saison régulière, le CCBF s'incline malgré l'avantage du terrain en quarts-de-finale de playoffs face à Montbrison.
Sur l'exercice 2019-2020, au moment de l'arrêt des compétitions pour cause de maladie à coronavirus 2019, l'équipe du C'Chartres Basket Féminin est huitième de L2F et à la lutte pour une place en play-offs.
Au terme de l'exercice 2022-23, les Chartraines atteignent la finale du championnat, mais perd contre Charnay,.
En avril 2024, le CCBF joue pour la première fois dans Le Colisée, nouvelle salle au centre-ville de Chartres, en débutant les playoffs. L'équipe atteint de nouveau la finale. Poussé jusqu'au match trois par le Toulouse Métropole Basket, Chartres est sacré champion de LF2 et obtient sa première montée en Ligue féminine. Les coéquipières de la capitaine et MVP des finales, Élise Marié, basent leur sacre sur la défense.

## Résultats sportifs

### Titres et trophées
En 2017, Chartres termine à la première place de la phase régulière. L'équipe atteint ma finale de playoffs perdue contre La Roche Vendée. Au terme de l'exercice 2022-23, le CCBF échoue de nouveau en finale, face à Charnay. L'année suivante, Chartres joue une troisième finale de LF2, remportée et synonyme de titre et montée dans l'élite.
- Ligue 2 (1)
  - Champion : 2024
  - Finaliste : 2017 et 2023
  - Premier de la phase régulière : 2017

- Nationale 1
  - Deuxième de groupe : 2013

### Bilan par saison
| Saison après saison de 1988 à 1998 | Saison après saison de 1988 à 1998 | Saison après saison de 1988 à 1998 | Saison après saison de 1988 à 1998 | Saison après saison de 1988 à 1998 | Saison après saison de 1988 à 1998 | Saison après saison de 1988 à 1998 | Saison après saison de 1988 à 1998 | Saison après saison de 1988 à 1998 | Saison après saison de 1988 à 1998 | Saison après saison de 1988 à 1998 | Saison après saison de 1988 à 1998 | Saison après saison de 1988 à 1998 | Saison après saison de 1988 à 1998 | Saison après saison de 1988 à 1998 | Saison après saison de 1988 à 1998 | Saison après saison de 1988 à 1998 | Saison après saison de 1988 à 1998 |
| Saison                             | Championnat                        | Championnat                        | Championnat                        | Championnat                        | Championnat                        | Championnat                        | Championnat                        | Championnat                        | Championnat                        | Championnat                        | Championnat                        | Championnat                        | Championnat                        | Championnat                        | Championnat                        | Coupe de France                    | Entraîneur                         |
| Saison                             | N1A                                | N1B                                | N2                                 | N3                                 | N4                                 | R                                  | %V                                 | Pts                                | J                                  | G                                  | P                                  | Pp                                 | Pc                                 | Diff                               | Playoffs                           | Coupe de France                    | Entraîneur                         |
| ---------------------------------- | ---------------------------------- | ---------------------------------- | ---------------------------------- | ---------------------------------- | ---------------------------------- | ---------------------------------- | ---------------------------------- | ---------------------------------- | ---------------------------------- | ---------------------------------- | ---------------------------------- | ---------------------------------- | ---------------------------------- | ---------------------------------- | ---------------------------------- | ---------------------------------- | ---------------------------------- |
| 1988-1989                          |                                    |                                    |                                    |                                    |                                    | ?                                  |                                    |                                    |                                    |                                    |                                    |                                    |                                    |                                    |                                    |                                    | Martial Leprince                   |
| 1989-1990                          |                                    |                                    |                                    |                                    | ?                                  |                                    |                                    |                                    |                                    |                                    |                                    |                                    |                                    |                                    |                                    |                                    | Martial Leprince                   |
| 1990-1991                          |                                    |                                    |                                    |                                    |                                    | ?                                  |                                    |                                    |                                    |                                    |                                    |                                    |                                    |                                    |                                    |                                    | Christophe Moulin                  |
| 1991-1992                          |                                    |                                    |                                    |                                    |                                    | ?                                  |                                    |                                    |                                    |                                    |                                    |                                    |                                    |                                    |                                    |                                    | Brian Sanders                      |
| 1992-1993                          |                                    |                                    |                                    |                                    | 2e                                 |                                    |                                    |                                    |                                    |                                    |                                    |                                    |                                    |                                    |                                    |                                    | Brian Sanders                      |
| 1993-1994                          |                                    |                                    |                                    |                                    | ?                                  |                                    |                                    |                                    |                                    |                                    |                                    |                                    |                                    |                                    |                                    |                                    | Sanders puis Moulin                |
| 1994-1995                          |                                    |                                    |                                    | ?                                  |                                    |                                    |                                    |                                    |                                    |                                    |                                    |                                    |                                    |                                    |                                    |                                    | Christophe Moulin                  |
| 1995-1996                          |                                    |                                    |                                    | ?                                  |                                    |                                    |                                    |                                    |                                    |                                    |                                    |                                    |                                    |                                    |                                    |                                    | Françoise Quiblier-Bertal          |
| 1996-1997                          |                                    |                                    |                                    | 3e                                 |                                    |                                    |                                    |                                    |                                    |                                    |                                    |                                    |                                    |                                    |                                    |                                    | Françoise Quiblier-Bertal          |
| 1997-1998                          |                                    |                                    |                                    | ?                                  |                                    |                                    |                                    |                                    |                                    |                                    |                                    |                                    |                                    |                                    |                                    |                                    | Philippe Perez                     |

| Saison après saison de 1998 à 2010 | Saison après saison de 1998 à 2010 | Saison après saison de 1998 à 2010 | Saison après saison de 1998 à 2010 | Saison après saison de 1998 à 2010 | Saison après saison de 1998 à 2010 | Saison après saison de 1998 à 2010 | Saison après saison de 1998 à 2010 | Saison après saison de 1998 à 2010 | Saison après saison de 1998 à 2010 | Saison après saison de 1998 à 2010 | Saison après saison de 1998 à 2010 | Saison après saison de 1998 à 2010 | Saison après saison de 1998 à 2010 | Saison après saison de 1998 à 2010 | Saison après saison de 1998 à 2010 | Saison après saison de 1998 à 2010 |
| Saison                             | Championnat                        | Championnat                        | Championnat                        | Championnat                        | Championnat                        | Championnat                        | Championnat                        | Championnat                        | Championnat                        | Championnat                        | Championnat                        | Championnat                        | Championnat                        | Championnat                        | Coupe de France                    | Entraîneur                         |
| Saison                             | LFB                                | N1                                 | N2                                 | N3                                 | R                                  | %V                                 | Pts                                | J                                  | G                                  | P                                  | Pp                                 | Pc                                 | Diff                               | Play-off                           | Coupe de France                    | Entraîneur                         |
| ---------------------------------- | ---------------------------------- | ---------------------------------- | ---------------------------------- | ---------------------------------- | ---------------------------------- | ---------------------------------- | ---------------------------------- | ---------------------------------- | ---------------------------------- | ---------------------------------- | ---------------------------------- | ---------------------------------- | ---------------------------------- | ---------------------------------- | ---------------------------------- | ---------------------------------- |
| 1998-1999                          |                                    |                                    |                                    | 1er                                |                                    |                                    |                                    |                                    |                                    |                                    |                                    |                                    |                                    | demi-finale                        |                                    | Patrick Bondis                     |
| 1999-2000                          |                                    |                                    | ?                                  |                                    |                                    |                                    |                                    |                                    |                                    |                                    |                                    |                                    |                                    |                                    |                                    | Patrick Bondis                     |
| 2000-2001                          |                                    |                                    | ?                                  |                                    |                                    |                                    |                                    |                                    |                                    |                                    |                                    |                                    |                                    |                                    |                                    | Patrick Bondis                     |
| 2001-2002                          |                                    |                                    | ?                                  |                                    |                                    |                                    |                                    |                                    |                                    |                                    |                                    |                                    |                                    |                                    |                                    | Patrick Bondis                     |
| 2002-2003                          |                                    |                                    | 1er                                |                                    |                                    |                                    |                                    |                                    |                                    | 2                                  |                                    |                                    |                                    | demi-finale                        |                                    | Patrick Bondis                     |
| 2003-2004                          |                                    |                                    |                                    |                                    |                                    |                                    |                                    |                                    | 2                                  |                                    |                                    |                                    |                                    |                                    |                                    | Patrick Bondis                     |
| 2004-2005                          |                                    |                                    | ?                                  |                                    |                                    |                                    |                                    |                                    |                                    |                                    |                                    |                                    |                                    |                                    |                                    | Patrick Bondis                     |
| 2005-2006                          |                                    |                                    | ?                                  |                                    |                                    |                                    |                                    |                                    |                                    |                                    |                                    |                                    |                                    |                                    |                                    | Patrick Bondis                     |
| 2006-2007                          |                                    |                                    | ?                                  |                                    |                                    |                                    |                                    |                                    |                                    |                                    |                                    |                                    |                                    |                                    |                                    | Patrick Bondis                     |
| 2007-2008                          |                                    |                                    | ?                                  |                                    |                                    |                                    |                                    |                                    |                                    |                                    |                                    |                                    |                                    |                                    |                                    | Patrick Bondis                     |
| 2008-2009                          |                                    |                                    | ?                                  |                                    |                                    |                                    |                                    |                                    |                                    |                                    |                                    |                                    |                                    |                                    |                                    | Patrick Bondis                     |
| 2009-2010                          |                                    |                                    | ?                                  |                                    |                                    |                                    |                                    |                                    |                                    |                                    |                                    |                                    |                                    |                                    |                                    | Patrick Bondis                     |

| Saison    | Championnat          | Championnat | Championnat | Championnat | Championnat | Championnat | Championnat | Championnat | Championnat | Championnat | Championnat      | Coupe de France  | Entraîneur           |
| Saison    | Division             | Rang        | %V          | Pts         | J           | G           | P           | Pp          | Pc          | Diff        | Play-off         | Coupe de France  | Entraîneur           |
| --------- | -------------------- | ----------- | ----------- | ----------- | ----------- | ----------- | ----------- | ----------- | ----------- | ----------- | ---------------- | ---------------- | -------------------- |
| 2010-2011 | Nationale 1          |             |             |             |             |             |             |             |             |             |                  |                  | Sébastien Corvillo   |
| 2011-2012 | Nationale 1          |             |             |             |             |             |             |             |             |             |                  |                  | Corvillo puis Bondis |
| 2012-2013 | Nationale 1 - grp. B | 2e          | 72,7 %      |             | 22          |             |             |             |             |             |                  |                  | Alain Boureaud       |
| 2013-2014 | Ligue 2              | 11e / 14    | 38,5 %      | 36 pts      | 26          | 10          | 16          | 1652        | 1659        | -7          | -                | 16e de finale    | Alain Boureaud       |
| 2014-2015 | Ligue 2              | 5e / 14     | 53,6 %      | 41 pts      | 26          | 15          | 11          | 1578        | 1545        | +33         | Quarts de finale | 16e de finale    | Benoît Marty         |
| 2015-2016 | Ligue 2              | 8e / 12     | 45,5 %      | 32 pts      | 22          | 10          | 12          | 1343        | 1401        | -58         | -                | 16e de finale    | Benoît Marty         |
| 2016-2017 | Ligue 2              | 1re / 14    | 84,6 %      | 48 pts      | 26          | 22          | 4           | 1686        | 1446        | +240        | Finaliste        | 16e de finale    | Benoît Marty         |
| 2017-2018 | Ligue 2              | 8e / 12     | 36,4 %      | 30 pts      | 22          | 8           | 14          | 1342        | 1398        | -56         | Quarts de finale | 16e de finale    | Benoît Marty         |
| 2018-2019 | Ligue 2              | 4e / 12     | 59,1 %      | 35 pts      | 22          | 13          | 9           | 1317        | 1234        | +83         | Quarts de finale | Quarts de finale | Benoît Marty         |
| 2019-2020 | Ligue 2              | 8e / 12     | 47,0 %      | 25 pts      | 17          | 8           | 9           | 1133        | 1098        | +35         | annulés          | 32e de finale    | Benoît Marty         |
| 2020-2021 | Ligue 2              | 6e / 12     | 50,0 %      | 33 pts      | 22          | 11          | 11          | 1579        | 1612        | -33         | annulés          | 16e de finale    | Benoît Marty         |
| 2021-2022 | Ligue 2              | 4e / 12     | 63,6 %      | 36 pts      | 22          | 14          | 8           | 1497        | 1352        | +145        | Quarts de finale | 16e de finale    | Benoît Marty         |
| 2022-2023 | Ligue 2              | 2e / 12     | 72,7 %      | 38 pts      | 22          | 16          | 6           | 1478        | 1345        | +133        | Finaliste        | 16e de finale    | Benoît Marty         |
| 2023-2024 | Ligue 2              | 3e / 12     | 72,7 %      | 38 pts      | 22          | 16          | 6           | 1480        | 1331        | +149        | Champion         | 8e de finale     | Benoît Marty         |
| 2024-2025 | Ligue féminine       |             |             |             |             |             |             |             |             |             |                  |                  | Benoît Marty         |

## Structures du club

### Identité et image

#### Noms
| Années      | Nom                                            | Sigle   |
| ----------- | ---------------------------------------------- | ------- |
| 1960-1982   | Association sportive des travailleurs français | AS TF   |
| 1982-1989   | AS du groupe d'assurances mutuelles de France  | AS GAMF |
| 1989-1991   | Sport Azur                                     | -       |
| 1991-2008   | Azur Basket Chartres                           | ABC     |
| 2008-2018   | Avenir Basket Chartres                         | ABC     |
| depuis 2018 | C' Chartres Basket Féminin                     | CCBF    |

Durant son histoire, le club change plusieurs fois de nom. Initialement créé, en 1960, sous le nom de section basket-ball de l'« Association sportive des travailleurs français », le club change de nom en 1982 et devient l'« Association sportive du groupe d'assurances mutuelles de France » durant huit années,. À la suite de la reprise du club par le Groupe Azur, il en porte le nom de 1989 à 1991 : « Sport Azur ».
Avec l'émancipation du groupe Azur en 1991, le club change de nom : « Azur Basket Chartres ». Il modifie à nouveau sa dénomination pour la saison 2008-2009 et devient « Avenir Basket Chartres », sans changer de signe qui reste AB Chartres.
En 2018, la municipalité chartraine impose une identité commune aux principaux clubs de la ville évoluant au niveau national dans les sports collectifs, en déclinant sa marque territoire « C' Chartres ». L'AB Chartres devient donc le « C' Chartres Basket Féminin ».

#### Historique des logos et couleurs

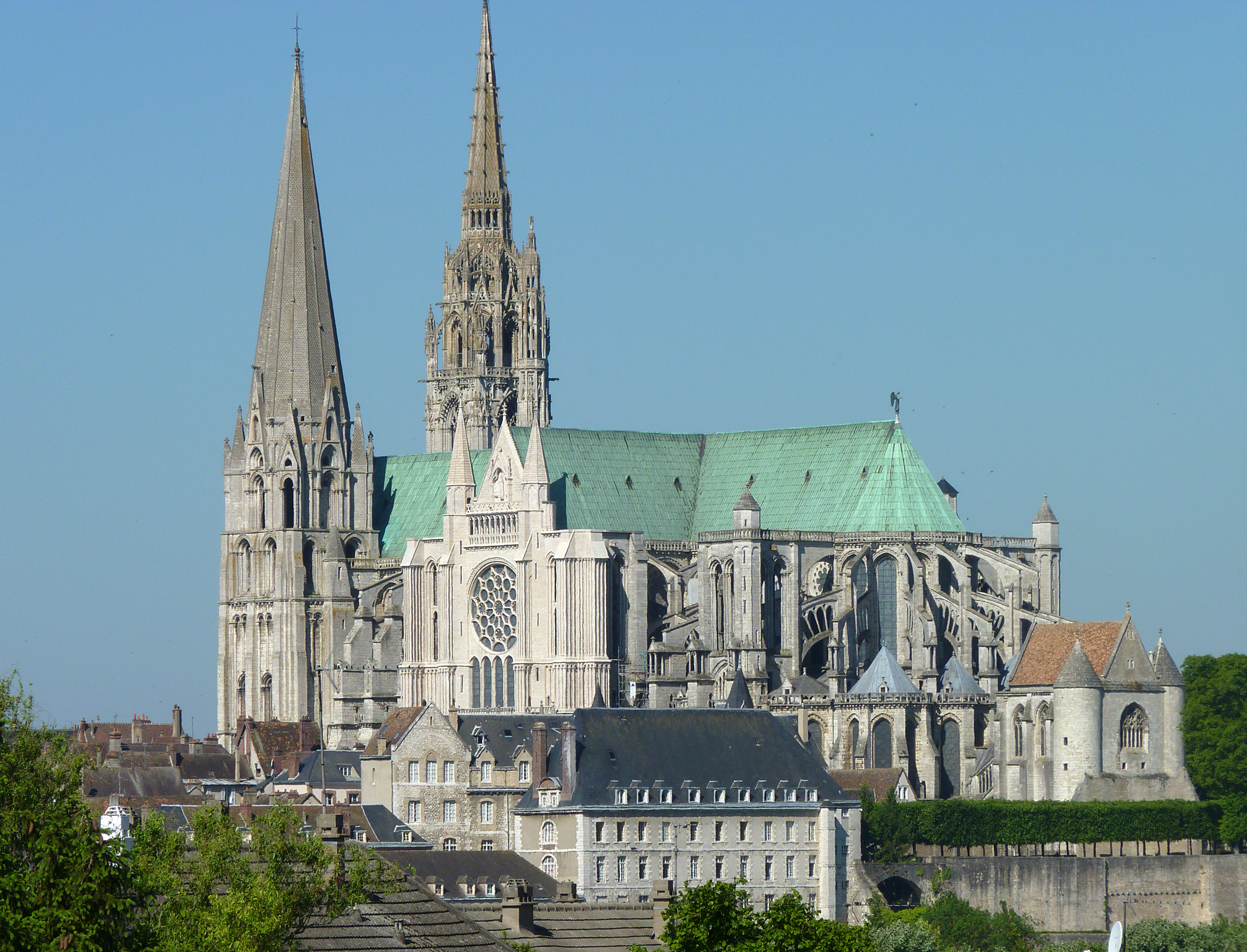
Cathédrale de Chartres présente sur le logo de 2006 à 2018.

Au fil de ses nombreuses dénominations, le club change autant de fois de logotype. En tant que section basket qu'une association omnisports, le club de basket-ball prend comme logo celui de l'association qui porte successivement plusieurs noms.
En 1991, le club prend son indépendance. Le logo de l'Azur Basket Chartres est inconnu. En 2006, le mot « Azur » est remplacé par « Avenir » n'entrainant pas de modification de sigle. Le logo a donc pu être sensiblement identique auparavant. L'image de l'Avenir Basket Chartres est fait en largeur. Il se compose d'un ballon de basket-ball orange devant lequel la Cathédrale Notre-Dame de Chartres est dessinée en blanc. Sur la droite, les initiales « A.B. » en bleu au-dessus de « Chartres » en écriture manuscrite orange sont inscrits.
Lors du renommage en 2018, le club se voit imposer le logo de la marque territoire « C' Chartres » adapté à sa discipline par la municipalité chartraine. Ainsi le « C' » bleu ciel au-dessous duquel « Chartres » en bleu foncé se voit greffer « BF » à droite du C' et « basket » à hauteur de Chartres.

1960-1982
1982-1989
1989-1991
2006-2018
depuis 2018

Historiquement, le club évolue en bleu et blanc. La conservation du mot « Azur » dans le changement de nom en 1991, alors que le club quitte la société du même nom, est la preuve de l’attachement à cette colorie. En 2018, le C' Chartres BF se voit imposer le bleu de Chartres comme couleur principale.

### Aspects juridiques et économiques
| \| Chartres \| Le club est basé à Chartres. |
| Chartres                                    |

#### Statut du club et des joueurs
Le club est fondé en 1960 en tant que club sportif régi par la loi sur les associations établie en 1901. Il est affilié à la Fédération française de basket-ball. Il appartient de plus à la Ligue du Centre de basket-ball et au Comité d'Eure-et-Loir. Lors du changement de nom en 2018, le club modifie l'adresse de son siège social, passant du 13 place Saint-Louis à Chartres au 3 bis rue Jean-Monnet.
Les joueuses sont juridiquement sportives amateures jusqu'en juillet 2013 et le passage au professionnalisme. Auparavant, en 2012-2013, l'AB Chartres ne peut plus proposer de contrat à 100 % professionnel, ce qui limite sa marge de manœuvre. Les joueuses se retrouvent à partir de cette date salariées du club et sont rémunérées sur la base d'un contrat. Lors de la saison 2016-2017, l'AB Chartres emploie trois salariés à plein-temps, un contrat d'apprentissage et le groupe professionnel des joueuses.

#### Éléments comptables
Lors de sa seconde saison en Ligue féminine 2, le budget de l'AB Chartres est de 380 000 €.
Pour la saison 2016-2017, l'ABC possède un budget de 480 000 €, dont 335 000 € de subvention de la mairie de Chartres. Cela en fait le huitième budget de Ligue 2, en dessous des 600 000 € de moyenne. Sur l'exercice 2018-2019, le nouveau CCBF compte 600 000 € de budget.
| Saison   | 2012-2013 | 2013-2014 | 2014-2015 | 2015-2016 | 2016-2017 | 2017-2018 | 2018-2019 | 2019-2020 |
| Budget   |           |           | 380 000 € |           | 480 000 € |           | 600 000 € | 650 000 € |
| Division | NF1       | LF2       | LF2       | LF2       | LF2       | LF2       | LF2       | LF2       |

#### Sponsors et équipementiers
En 2017-2018, l'AB Chartres compte plus de vingt-quatre partenaires privés.
Pour la saison 2018-2019, la marque américaine Spalding devient l'équipementier de l'équipe fanion.

### Infrastructures

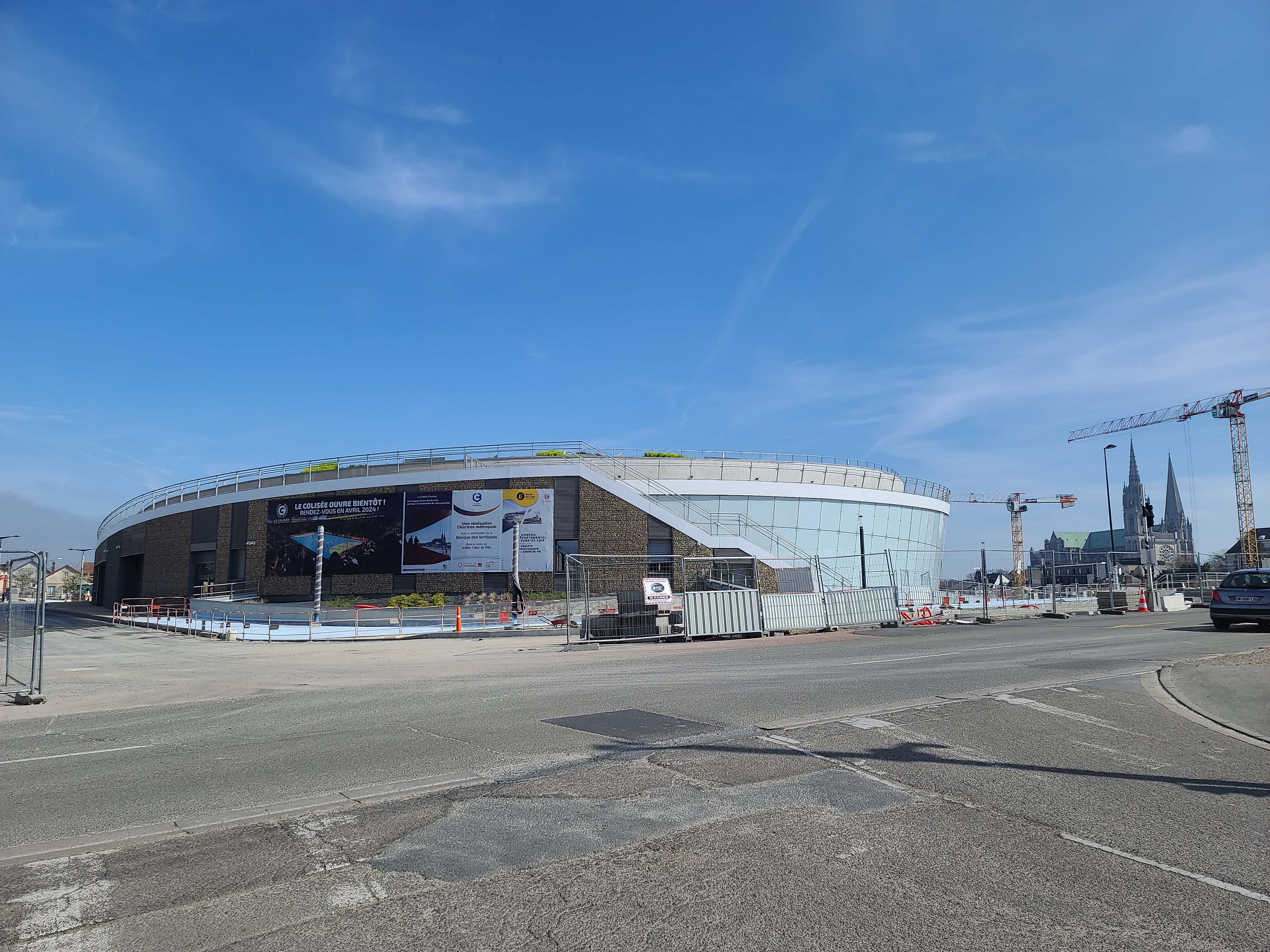
Le Colisée accueille les matchs du club depuis 2024.

Le club utilise plusieurs gymnases de la ville de Chartres pour ses entraînements et ses matchs. L'équipe fanion évolue à la Halle Jean-Cochet jusqu'en 2024 tandis que les autres équipes seniors et jeunes pratiquent à la salle Madeleine, dans le quartier du même nom, Fulbert, au CRJS de Chartres et même dans le gymnase de la ville voisine de Luisant.
L'équipe première joue ses matchs au Colisée depuis avril 2024, avec une capacité d'accueil bien plus importante de 4 187 places en configuration basket. Comme à la Halle Jean Cochet (1 300 places), les deux clubs professionnels de basket (avec le CCBM) partagent la nouvelle salle avec le club professionnel de handball, le C’Chartres MHB (Starligue), mais aussi une programmation musicale.

## Personnalités du club

### Présidents
| Période     | Nom                 |
| ----------- | ------------------- |
| 19??-19??   | Daniel Siourd       |
| 19??-1996   | Pierre Cellot       |
| 1996 à 2004 | Patrick Beau        |
| 2004 à 2008 | Eric Habert         |
| 2008 à 2011 | Jean-Marc Foucaud   |
| 2011 à 2014 | Anthony Guisembert  |
| 2014 à 2016 | Jean-Eric Chevalier |
| 2016 à 2018 | Pierre Jarrousse    |
| 2018-2019   | Bénédicte Proutheau |
| depuis 2019 | Jean-Eric Chevalier |

En 2008, au moment du retrait brutal de la compagnie d’assurances Le Groupe Azur, Jean-Marc Fourcaud succède à Eric Habert. Durant deux saisons, le chef d’entreprise s’investit dans la filière jeunes notamment, avant de laisser la place à Anthony Guisembert en 2010.
En mars 2014, après quatre années, Anthony Guisembert laisse le poste de président pour raison professionnelle. Durant son mandat, le club accède en Ligue 2.
Jean-Eric Chevalier est élu président de l'AB Chartres. Au club en tant que bénévole depuis cinq ans, il fait alors partie du comité directeur depuis deux ou trois saisons. À court terme, ses projets sont le maintien des deux équipes seniors (L2F et N3),.

En octobre 2016, Pierre Jarrousse est nommé président, accompagné de Bénédicte Proutheau et Jean-Eric Chevalier, vice-présidents. À la fin de la saison 2017-2018, Pierre Jarrousse, pris par ses obligations professionnelles, démissionne de son poste de président et devient trésorier-adjoint. Bénédicte Proutheau est élue à la présidence, Jean-Eric Chevalier reste vice-président. Bénédicte Proutheau quitte son poste au terme de l'exercice suivant, aussi pour raison professionnelle. Alors co-président et ayant déjà tenu le rôle principal entre 2014 et 2016, Jean-Eric Chevalier reprend le premier rôle.

### Entraîneurs
| Période          | Nom                       |
| ---------------- | ------------------------- |
| 1988 à 1990      | Martial Leprince          |
| 1990-1991        | Christophe Moulin         |
| 1991 à jan. 1994 | Brian Sanders             |
| jan. 1994-1995   | Christophe Moulin         |
| 1995 à 1997      | Françoise Quiblier-Bertal |
| 1997-1998        | Philippe Perez            |
| 1998 à 2010      | Patrick Bondis            |
| 2010 à jan. 2012 | Sébastien Corvillo        |
| jan.-juin 2012   | Patrick Bondis            |
| 2012 à 2014      | Alain Boureaud            |
| depuis 2014      | Benoît Marty              |

En 1988, Martial Leprince arrive le Sport Azur Chartres en tant qu'entraîneur-manageur. Joueur à l'Alliance de Dreux (N3) puis au CASG Paris (N4 puis N3), Leprince permet à l'équipe de monter immédiatement pour la première fois en Nationale 4. Mais l'équipe ne se maintient pas et Martial quitte son poste.
Brian Sanders arrive pour la seconde saison de retour en Régionale. Dès son arrivée, il fait remonter l'équipe en N4.
Quand l'internationale Françoise Quiblier-Bertal met un terme définitif à sa carrière de joueuse en 1990, elle devient entraîneure à Chartres et y créée une section minime France où joue sa fille Élodie,. Son autre fille Géraldine Bertal débute aussi à Chartres entre 1995 et 1997, les dates de sa mère à la tête de l'équipe.
Au terme de la saison 2011-2012, le comité directeur du club ne souhaite pas renouveler le contrat de Patrick Bondis. L'ABC recherche alors un entraîneur « pas issu du sérail » et qui connaît très bien le secteur féminin.
À l'été 2012, l'entraîneur Alain Boureaud arrive à l'Avenir Basket chartrain. Il mène l'équipe à la 2e place de la poule B en saison régulière de NF1 2012-13, ce qui permet à l'ABC d'être promu sur tapis vert en Ligue féminine 2,. En mars 2014, le comité directeur annonce que le contrat d'Alain Boureaud n'est pas renouvelé au terme de la saison 2013-2014.

Pour l'exercice 2014-15, alors entraîneur de l'équipe réserve et responsable technique du secteur jeune, Benoît Marty signe un contrat d'un an à la tête de l'équipe fanion. En 2016, Marty signe un nouveau contrat de trois saisons. Lors de la saison 2016-2017, le club remporte la phase régulière puis atteint la finale des play-offs, contre Roche Vendée, mais échoue dans la montée lors de la belle. Il est alors élu meilleur entraîneur du championnat. En avril 2019, Benoît Marty est prolongé dans sa fonction jusqu’en 2022.

### Joueuses emblématiques
| Poste   | Joueuse         | Voix (sur 52) |
| ------- | --------------- | ------------- |
| Poste 1 | Élise Marié     | 39            |
| Poste 2 | Magali Mendy    | 27            |
| Poste 3 | Mathilde Combes | 30            |
| Poste 4 | Minna Sten      | 21            |
| Poste 5 | Tiffany Clarke  | 44            |

En juillet 2018, le club propose à ses supporters d'élire le cinq majeur des trois dernières années. Il en ressort 52 votes et l'équipe ci-contre.
Joueuse à Limoges, en première division, Nathalie Derolez arrive à l'Azur Basket Chartres en 2000. Elle déclare en 2019 : « J’avais envie de quitter Limoges pour rejoindre un club de N2 où je pouvais m’exprimer davantage. L'AB Chartres m’a proposé un emploi jeune ». Lors de la montée en National 1 au terme de la saison 2002-2003, Derolez est la leader de l'équipe. En 2008, le club l'embauche en CDI où elle s’occupe de la partie administrative et entraîne plusieurs équipes.
En 2015, Élise Marié rejoint Chartres à seulement vingt ans, sortant du centre de formation du Tarbes GB. Elle est élue meilleure joueuse de l'année de Ligue 2 2019-2020 par le site eurobasket.com. À partir de la saison 2021-2022, sa septième à Chartres, Élise Marié est capitaine de l'équipe.

## Autres équipes

### Équipe réserve
Pour la saison 2018-2019, l'équipe réserve est repêchée en Nationale 3 car le club dispose désormais d'un centre d'entraînement labellisé. Salarié au club depuis quatre ans, assistant de Benoît Marty sur l'équipe fanion et responsable du secteur associatif, Maxence Barthel prend en plus la gestion de l'équipe B pour cette saison. Il dispose d'un groupe de dix-huit joueuses de 16-17 ans de moyenne d'âge, qui font partie de la section sportive du lycée Marceau. Barthel déclare que « la grosse priorité, c'est de faire jouer les filles à un niveau supérieur, afin qu'elles progressent, sans obligation de résultat ».
Palmarès
- Championnat Région Centre : 2010, 2017
- Coupe d'Eure-et-Loir : 2005, 2006, 2007, 2010

### Équipes jeunes
Palmarès
- Cadettes 1 et 2 (U17)
  - Championnat de France : 2006, 2008
  - Coupe d'Eure-et-Loir : 2005, 2010
- Minimes 1 et 2 (U15)
  - Championnat Région Centre : 2006
  - Championnat d'Eure-et-Loir : 2007, 2010
- Benjamines 1 et 2 (U13)
  - Championnat Région Centre : 2004
  - Championnat d'Eure-et-Loir : 2010
- Poussines (U11)
  - Championnat d'Eure-et-Loir : 2005, 2010, 2013
  - Coupe d'Eure-et-Loir : 2005